# Гигошвили, Арчил Александрович
Гигошвили Арчил Александрович (груз. არჩილ ალექსანდრეს ძე გიგოშვილი, 1907—1969) — советский государственный и партийный деятель.

## Биография
- после учёбы в 1920-х годах в Тифлисском фабричнозаводском училище полиграфической промышленности, работал по профессии. С 1934 года на партийной работе.
- 1937—1941 начальник Госкинпрома Грузинской ССР
- с 1941 по 1944 занимал посты, последовательно: постоянного представителя Грузинской ССР при СНК СССР, начальника Полит.отдела Закавказской железной дороги, заведующим Политическим отделом Народного комиссариата иностранных дел Грузинской ССР
- 1944 1-й секретарь районного комитета имени Л. П. Берия КП(б) Грузии г. Тбилиси
- 26.03.1948 — 18.04.1951 Председатель Верховного Совета Грузинской ССР
- по 1952 2-й секретарь Тбилисского областного комитета КП(б) Грузии
- 15.11.1952 — 15.04.1953 начальник Управления по делам искусств при СМ Грузинской ССР
- 1953—1954 министр иностранных дел Грузинской ССР
- 1954 министр социального обеспечения Грузинской ССР
- 1954—1969 министр иностранных дел Грузинской ССР